# Cambridge (Illinois)
Cambridge – wieś w Stanach Zjednoczonych, w stanie Illinois, w hrabstwie Henry.